# پیتر پن (فرنچایز)
پیتر پن (انگلیسی: Peter Pan) یکی از فرانچایزهای دیزنی است که بر اساس نمایشنامه اصلی جی. ام. بری در سال ۱۹۰۴ و رمان سال ۱۹۱۱ ساخته شده است که به‌طور رسمی با فیلم پیتر پن در سال ۱۹۵۳ شد. سری فیلم‌های اسپین‌آف تینکربل که این فرنچایز تا قرن ۲۱ ادامه داده شده است.
این فرنچایز در مورد پیتر پن، پسری است که در ناکجا آباد زندگی می‌کند و از ورود به دنیای انسان‌ها و بزرگ شدن خودداری می‌کند. او خانوادۀ وندی دارلینگ را به خانه‌اش می‌برد و اطراف را به آن‌ها نشان می‌دهد و با هم می‌خواهند نقشه کاپیتان هوک شرور و انتقام‌جو را خنثی کنند.
شخصیت تینکربل نیز بخشی از مجموعه پری‌های دیزنی است.

## فیلم‌ها

### سری‌های اصلی

#### پیتر پن (۱۹۵۳)
پیتر پن چهاردهمین فیلم دیزنی محصول سال ۱۹۵۳ بر اساس نمایشنامه پیتر پن یا پسری که بزرگ نمی‌شود نوشته جی. ام. بری است.

#### پیتر پن: بازگشت به ناکجاآباد (۲۰۰۲)
پیتر پن: بازگشت به ناکجا آباد یک فیلم سینمایی محصول سال ۲۰۰۲ است که به‌عنوان دنباله‌ای برای فیلم ۱۹۵۳ گفته می‌شود.

#### تینکربل (سری فیلم‌ها)
سری فیلم‌های تینکربل شامل شش فیلم، یک فیلم ویژه نیم ساعته و یک فیلم کوتاه شش دقیقه‌ای است و بر اساس شخصیت تینکربل ساخته شده است.

#### پیتر پن و وندی (۲۰۲۳)
شرکت والت دیزنی اعلام کرد که یک فیلم لایو اکشن پیتر پن در حال توسعه است، با دیوید لوری به‌عنوان کارگردان و فیلمنامه‌ای که او با توبی هالبروکز نوشته است. در ۳۱ جولای ۲۰۱۸، گزارش شد که این فیلم بلند به‌طور انحصاری در سرویس استریم این شرکت، دیزنی پلاس منتشر خواهد شد. در ۷ ژانویه ۲۰۲۰، انتخاب بازیگران در حال انجام بود و عنوان فیلم پیتر پن و وندی بود. جو راث و جیم ویتاکر به‌عنوان تهیه‌کنندگان فعالیت می‌کنند.
در ۱۰ مارس ۲۰۲۰، الکساندر مولونی و اور اندرسون به‌ترتیب در نقش پیتر پن و وندی انتخاب شدند. در حالی که تولید فیلم بلند، اعلام شد به‌صورت تئاتری منتشر می‌شود. در ابتدا قرار بود عکاسی اصلی در ۱۷ آوریل ۲۰۲۰ در کانادا آغاز شود. تولید این فیلم به‌عنوان یک اقدام احتیاطی به تعویق افتاد تا از شیوع بیماری همه‌گیر COVID-19 جلوگیری شود. دیگر بازیگران اعلام شده در سال ۲۰۲۰ عبارتند از جود لا، یارا شهیدی و آلیسا واپاناتاک در نقش‌های کاپیتان هوک، تینکربل و لیلی ببره. فیلمبرداری اصلی در ۱۶ مارس ۲۰۲۱ آغاز شد و قرار است فیلم در سال ۲۰۲۳ در دیزنی+ منتشر شود.

## جاذبه‌های گردشگری دیگر

### به‌دنبالِ رئیس همراهِ پیتر پن
به‌دنبالِ رئیس همراهِ پیتر پن یک نمایش زنده است که در دیزنی‌لند پاریس واقع شده و در سال ۲۰۱۲ افتتاح شد.